# Kbel (Plzeň)
Kbel é uma comuna checa localizada na região de Plzeň, distrito de Plzeň-jih.